# Slimmen
Slimmen, ook wel bekend onder de Engelse term slimming, is het anaal of vaginaal inbrengen van een met alcoholische drank, meestal wodka, doordrenkte tampon. De bedoeling hiervan is om snel de alcohol in de bloedsomloop op te nemen.

## Achtergrond
Het idee om alcohol rectaal of vaginaal te gebruiken is niet nieuw. Het is sporadisch gesignaleerd bij alcoholisten, die hiervoor een klysma gebruikten. Vaak deed men dit omdat men met een kleinere hoeveelheid alcohol sneller dronken kon worden, of omdat men meende dat de alcohol niet in de adem terechtkwam en men dus niet door de mand zou vallen bij verkeersalcoholcontroles. Bovendien werd de alcohol sneller in de bloedsomloop opgenomen. Uiteindelijk is dit overgewaaid naar de jongerenscene.
Slimmen heeft in de ogen van jongeren heel wat voordelen. Eén tampon kan tot drie glazen wodka opnemen. Doordat de alcohol direct in het bloed wordt opgenomen, zou je er niet dik van worden. Slimmen zou ook voorkomen dat je adem naar alcohol ruikt, zodat de pakkans kleiner is. Daarnaast overbelast het je maag niet, je moet dus niet braken van 'slimmen'. Dit fenomeen beperkt zich echter niet alleen tot meisjes, jongens brengen de tampon anaal in. Op blogs en forums wordt veel gediscussieerd over de trend. Tieners geven zelfs online tips aan elkaar.

## Risico's
Deze voordelen zijn echter grotendeels onwaar. Ook na slimmen zal de adem alcohol bevatten, omdat de alcohol via de longen uit het bloed diffundeert. Verder zal men bij grotere doses wel degelijk moeten overgeven, omdat dit mechanisme gebaseerd is op de hoeveelheid alcohol in het bloed. Bovendien kan men minder goed de dosis bewaken en makkelijk te veel achter elkaar gebruiken. Waar bij oraal gebruik het lichaam zichzelf door over te geven nog enigszins kan beschermen tegen een overdosis, geldt dit niet voor rectaal gebruik omdat overgeven niet helpt omdat de drank niet via de maag het lichaam binnenkomt. Ook kan de alcohol de vaginale en rectale slijmvliezen irriteren en de microflora verstoren.

## Eyeballing
Een verwante trend onder jongeren is "wodka eyeballing". De wodka wordt hier, eveneens vanuit het idee dat je sneller dronken zou worden, in de ogen gegoten in de veronderstelling dat de alcohol via het oogslijmvlies wordt opgenomen. In werkelijkheid is wodka eyeballing niet effectief en kan het ernstige schade aan de ogen veroorzaken. De alcohol kan het hoornvlies en het omliggende weefsel ernstig irriteren of zelfs verbranden, wat kan leiden tot infecties, littekens en permanente gezichtsproblemen. 